# L'Odyssée (film, 2026)
Pour les articles homonymes, voir Odyssée (homonymie) et The Odyssey.
Ne doit pas être confondu avec L'Odyssée (film).
Pour plus de détails, voir Fiche technique et Distribution.
L'Odyssée est un film américano-britannique réalisé par Christopher Nolan et dont la sortie est prévue pour 2026.
Basé sur le poème épique grec ancien l’Odyssée d'Homère, le film met en vedette une distribution prestigieuse, notamment Matt Damon dans le rôle d'Ulysse, ainsi que Tom Holland, Anne Hathaway, Zendaya, Lupita Nyong'o, Robert Pattinson et Charlize Theron.

## Synopsis
Ulysse, le légendaire roi grec d'Ithaque, entreprend un périlleux voyage de retour après la guerre de Troie. Son parcours sera marqué par des rencontres avec des êtres mythiques tels que le cyclope Polyphème, les Sirènes et la déesse-sorcière Circé, jusqu’à ses retrouvailles tant attendues avec son épouse, Pénélope.

## Fiche technique
Sauf indication contraire, les informations mentionnées dans cette section peuvent être confirmées par la base de données cinématographiques IMDb,  présente dans la section « Liens externes ».
- Titre original : The Odyssey
- Titre français : L'Odyssée
- Réalisation : Christopher Nolan
- Scénario : Christopher Nolan, basé sur le poème épique grec ancien L'Odyssée d'Homère
- Musique : Ludwig Göransson
- Décors : Ruth De Jong
- Décors : Ellen Mirojnick
- Photographie : Hoyte van Hoytema
- Montage : Jennifer Lame
- Production : Christopher Nolan et Emma Thomas
- Société de production : Syncopy Films
- Sociétés de distribution : Universal Pictures (États Unis, Canada) ; Universal Pictures International (UPI) (France)
- Pays de production :  États-Unis,  Royaume-Uni
- Langue originale : anglais
- Format : couleur — 65 mm et IMAX 65 mm
- Genre : péplum mythologique
- Dates de sortie : Dates sujettes à modification
  - France : 15 juillet 2026
  - États-Unis : 17 juillet 2026

## Distribution
- Matt Damon : Ulysse[2]
- Tom Holland : Télémaque[3]
- Anne Hathaway
- Zendaya
- Lupita Nyong'o
- Robert Pattinson
- Charlize Theron
- Jon Bernthal
- Benny Safdie
- John Leguizamo
- Elliot Page
- Himesh Patel
- Bill Irwin
- Samantha Morton
- Jesse Garcia
- Will Yun Lee
- Rafi Gavron
- Shiloh Fernandez
- Mia Goth
- Corey Hawkins
- Nick E. Tarabay
- Jimmy Gonzales
- Maurice Compte
- Ryan Hurst
- Logan Marshall-Green

## Production
Après le succès critique et commercial de Oppenheimer en 2023, Christopher Nolan a annoncé que son prochain projet serait une adaptation de l’Odyssée d'Homère. Le film est décrit par son distributeur, Universal Pictures, comme une « épopée d'action mythique » tournée avec technologie IMAX, système cinématographique créé au cours des années 60 en utilisant une pellicule 70 mm. en direction à l'horizontale plutôt que verticalement  avec 15 perforations de la caméra.
Le tournage a lieu à partir du printemps 2025, avec des prises de vue sur l'île de Favignana en Sicile, au Royaume-Uni, au Sahara occidental, en Écosse et en Irlande, Grèce.

## Sortie
La sortie américaine est fixée au 17 juillet 2026. Le film sera distribué par Universal Pictures et présenté en format IMAX.